# حظر كرة القدم النسائية
شاركت النساء في لعب كرة القدم منذ بدايات هذه الرياضة. ومع ذلك، في عدد من الدول، كانت كرة القدم النسائية تاريخياً عرضة لقيود شديدة، بما في ذلك الحظر التام خلال معظم القرن الـ20. كان لهذه القيود تأثير كبير على تطوير الرياضة.

## الخلفية
في أعقاب اندلاع الحرب العالمية الأولى والتعبئة الجماعية للنساء في القوى العاملة، ارتفع الاهتمام بكرة القدم النسائية بسرعة وتم تأسيس العديد من الفرق والبطولات. استمر الاهتمام بالرياضة في النمو بعد نهاية الحرب وخلال عقد العشرينات. وخلال هذه الفترة، التي يُشار إليها بأنها العصر الذهبي الأول لكرة القدم النسائية، استطاعت المباريات جذب جماهير كبيرة. ومع ذلك، جلبت نهاية الحرب أيضًا رد فعل عنيفاً ضد المكاسب التي حققتها النساء، بما في ذلك تغييرات قانونية لعودة النساء من العمل، مثل قانون استعادة ممارسات ما قبل الحرب 1919، والذعر الأخلاقي حول ثقافة المتحررات.

## حسب الدولة

### بلجيكا
The الاتحاد الملكي البلجيكي لكرة القدم فرض حظرًا على كرة القدم النسائية في عشرينيات القرن العشرين، مستشهداً بأسباب طبية. استمر الحظر حتى أواخر عام 1970، عندما أعلن الاتحاد أن الأندية الرجالية ستُسمح لها بإنشاء أقسام نسائية. ومع ذلك، فرض الاتحاد العديد من القيود على مباريات السيدات، بما في ذلك تقليل زمن المباراة إلى شوطين كل منهما 35 دقيقة دون وقت إضافي بدلاً من شوطين كل منهما 45 دقيقة، وإلزام اللاعبين بتنفيذ ضربات الركنية من حافة منطقة الجزاء بدلاً من منطقة الركنية، وتحديد حجم الكرة إلى تلك المستخدمة من قبل لاعبي تحت سن 12 من الأولاد.

### البرازيل
بحلول عام 1940، كان هناك ما لا يقل عن 10 أندية لكرة القدم النسائية في البرازيل وكان الرياضة في نمو، بما في ذلك المباريات التي أقيمت في ملعب باكايمبو. ومع ذلك، تواصل معارضو الرياضة مع الرئيس جيتوليو فارجاس، مدعين أنها تشكل تهديدًا لصحة الأمهات المحتملات وستؤدي إلى تدهور المعايير الاجتماعية. ولقد أمر فارجاس بعدها وزارة الصحة بالتحقيق في المخاوف، وفي أبريل 1941، أصدر المرسوم القانوني 3،199. ويحظر المرسوم النساء من المشاركة في الرياضات "غير المتوافقة مع ظروف طبيعتها"، من ضمنها كرة القدم. ونتيجة لذلك، تم إجبار الفرق النسائية القائمة على التفكك ومحاولات تأسيس فرق جديدة تم عرقلتها. وقد حصل الحظر على دعم من جواو هافيلانج، رئيس الاتحاد البرازيلي للرياضة من 1958 إلى 1973 وعقب ذلك رئيس الفيفا حتى 1998. في عام 1965، بعد انقلاب 1964 في البرازيل، أعلنت النظام العسكري البرازيلي أنها ستستمر في الحظر، وأصبح الحظر بعد ذلك هدفًا للمقاومة النسوية ضد الديكتاتورية. وفي عام 1979، رفعت الدكتاتورية الحظر. ومع ذلك، واجهت الفرق والبطولات الجديدة التي تأسست بعد انتهاء الحظر تحيزًا كبيرًا، وأحيانًا عنيف، وبحلول عام 2001، توقفت جميع المسابقات الوطنية للنساء في البلاد. واستغرق الأمر حتى عام 2013 لإنشاء Campeonato Brasileiro de Futebol Feminino Série A1.

### كندا
جمعية كرة القدم في دومينيون كندا صوتت لحظر كرة القدم النسائية في 5 سبتمبر 1922، بعد الحظر في إنجلترا.

### تشيكوسلوفاكيا
في أبريل 1957، فرض الاتحاد التشيكوسلوفاكي لكرة القدم حظرًا على كرة القدم النسائية، مشيرًا إلى أنها "غير صحية".

### الدنمارك
بعد كأس العالم للسيدات 1971، حيث كان الفريق الوطني الدنماركي غير الرسمي هو البطل، أعلن اتحاد كرة القدم الدنماركي (دي بي يو) أنه سيواصل حظر النساء من كرة القدم. رئيس الـ دي بي يو فيلهم سكوسن صرح بأن الحظر سيستمر طالما هو على قيد الحياة، قائلاً بأنه "لا يمكننا ولن نأخذ [كرة القدم النسائية] بجدية." ومع ذلك، في العام التالي، حكم الاتحاد الأوروبي لكرة القدم بأن الجمعيات الوطنية كان عليها دمج كرة القدم النسائية، وتم رفع الحظر الدنماركي. وقام الـ دي بي يو بإلغاء المنافسات والفرق غير الرسمية وأجبر اللاعبات على التوقيع على نظام جديد تماماً أُنشئ من الصفر. فرض الـ دي بي يو أيضاً قاعدةً بأن الفرق الدنماركية لا يمكنها المنافسة دولياً إلا ضد فرق أخرى معترف بها رسمياً، مما يحد من الخيارات المتاحة للفرق النسائية الرسمية الجديدة.

### فرنسا
في عام 1919، أعلنت اتحاد فرنسا لكرة القدم رسميًا أنها لن تقبل النساء، ولكنها لم تحظر الرياضة بشكل رسمي. كرد فعل، بدأت Fédération des sociétés féminines sportives de France (FSFSF)، التي تم تشكيلها في عام 1917، في تنظيم مسابقات لكرة قدم النساء. استمرت FSFSF في الإشراف على كرة قدم النساء حتى عام 1933 عندما قامت الاتحاد الفرنسي لكرة القدم بحظر كرة القدم النسائية رسميًا. استمرت بعض المسابقات غير الرسمية حتى عام 1941، عندما اعتبرت حكومة فيشي الفاشية أن كرة قدم النساء غير قانونية. استغرق الأمر حتى مارس 1970 لرفع الاتحاد الفرنسي لكرة القدم الحظر على كرة قدم النساء.

### ألمانيا

#### ألمانيا الغربية
في ألمانيا الغربية، ارتفعت فكرة تنظيم منافسات كرة القدم للسيدات بعد فوز البلاد بكأس العالم 1954. وفي المقابل، فرض الاتحاد الألماني لكرة القدم (DFB) حظرًا على كرة القدم النسائية في عام 1955. لتبرير الحظر، ادعى الاتحاد الألماني أن خشونة اللعبة ستضر بخصوبة وصحة النساء وكذلك تمثل حدثًا غير لائق لعرضه على الجمهور، حيث قال إن "في الصراع على الكرة، تختفي الجاذبية النسائية، وتتضرر الجسد والروح لا محالة، ويعتبر العرض العام للجسد مسيئًا وغير لائق." وواجه الحظر مقاومة، خاصة بعد ظهور حركة ألمانيا الغربية الطلابية في أواخر الستينيات، لكن غالبًا ما كانت المحاولات لتنظيم المباريات تُفشل من قبل الشرطة. تم رفع الحظر في 31 أكتوبر 1970، حيث استنتج الاتحاد الألماني أنه إذا لم يتولَّ السيطرة ويحوِّل الرياضة إلى جزء من الاتحاد، فهناك خطر متزايد بأنه قد لا يتمكن من ذلك أبدًا. وبعد نهاية الحظر، فرض الاتحاد الألماني في البداية عددًا من القيود على مباريات السيدات، بما في ذلك تحديد وقت اللعب ليكون شوطين لمدة 30 دقيقة لكل منهما، والسماح بتنظيم المباريات فقط في الطقس الدافئ، ومنع استخدام الأشرطة على حذاء كرة القدم، ومنع عرض الإعلانات على قمصان كرة القدم. واستغرق الأمر حتى عام 1982 لتشكيل اتحاد ألمانيا الغربية لكرة القدم النسائية.

#### ألمانيا الشرقية
في ألمانيا الشرقية، لم يفرض اتحاد ألمانيا الشرقية لكرة القدم حظرًا على كرة القدم النسائية، ومع ذلك، تم مواجهة المحاولات الأولى لتكوين فرق بالتعطيل من المسؤولين. في عام 1969، أصدر حزب الوحدة الاشتراكية الألماني قرارًا يفيد بأن كرة القدم للرجال فقط هي المؤهلة للحصول على التمويل كرياضة نخبوية. لم يلعب منتخب ألمانيا الشرقية لكرة القدم للسيدات سوى مباراة واحدة في مايو 1990.

### ماليزيا
في منتصف عام 1961، نفى اتحاد جوهور باهرو أنه سيسمح بتنظيم مسابقات كرة القدم النسائية، قائلًا "نحن لا نريد أن نجعلها مشهدًا. إنه بالتأكيد ليس لعبة للنساء."

### نيجيريا
بعد بداية فترة من النمو المستمر لكرة القدم النسائية في نيجيريا في أوائل الأربعينيات، والتي تم خلالها تأسيس عدد من الفرق، حظرت الإدارة الاستعمارية البريطانية هذه الرياضة في عام 1950، مستندة إلى الحظر الذي فرض في إنجلترا عام 1921 كسابقة. ومع ذلك، قوبل الحظر بالمقاومة، حيث استمرت بعض الفرق في اللعب، وانتهى الحظر في نهاية المطاف مع استقلال نيجيريا في أكتوبر 1960.

### النرويج
في عام 1931، تقدم نادي IF فلوا بطلب إلى اتحاد النرويج لكرة القدم لتأسيس فريق نسائي، لكن الاتحاد حظر ذلك، مشيرًا إلى أن "كرة القدم مخصصة للرجال فقط، ولا ينبغي للأندية السماح للنساء باللعب على ملاعبها، كما لا ينبغي للحكام إدارة مباريات النساء." استغرق الأمر حتى أواخر الستينيات لإنشاء فرق نسائية مستقلة، خاصة بفضل قيادة مولفريد كوفاوس، وحتى عام 1978 ليقوم الاتحاد بتأسيس منتخب النرويج لكرة القدم للسيدات.

### الاتحاد السوفيتي
في 1972، عقب شكاوى من بطولة سيدات أُقيمت في دنيبروبتروفسك، نشرت الاتحاد السوفيتي للطب الرياضي بيانًا يحذر من مشاركة النساء في كرة القدم، قائلاً إنها تشكل خطرًا على الصحة. أعلن اللجنة الحكومية للثقافة البدنية والرياضة لاحقاً حظراً على كرة القدم النسائية. استمر الحظر حتى عهد غورباتشوف، حيث لعب منتخب الاتحاد السوفيتي لكرة القدم للسيدات مباراته الأولى في أوائل 1990.

### إسبانيا
عدد من فرق كرة القدم النسائية تم تشكيلها في إسبانيا خلال الجمهورية الإسبانية الثانية. ومع ذلك، تحت حكم الدكتاتورية الفرانكوية اليمينية المتطرفة التي بدأت في أجزاء من البلاد مع انقلاب يوليو 1936 في إسبانيا وفي جميع أنحاء البلاد في عام 1939، تم حظر كرة القدم النسائية. لويس أغوستي، مستشار لقسم النساء في الفلانخي، ذكر أن النساء لا يجب عليهن "المشاركة في الرياضات مثل الرجال، ولكن القيام بذلك وفقًا لأشكال التعبير الخاصة بهن"، حيث أن الرياضات مثل كرة القدم "تتطلب خصائص تتنافى تمامًا مع تكوين الجسد النسائي". ومع بداية تراجع الدكتاتورية في أواخر الستينيات، بدأت كرة القدم النسائية تشهد عودة، مع تنظيم عدة مباريات غير رسمية. حاولت الحكومة قمع الرياضة، حيث أمرت قسم النساء في عام 1971 أعضاءها بـ"الامتناع عن الترويج لأي أنشطة تتعلق بكرة القدم النسائية"، مع قيام الأطباء بتوزيع المعلومات الخاطئة حول تأثير اللعبة على الخصوبة، ورفض الحكومة السماح للاتحاد الأوروبي المستقل لكرة القدم النسائية باستضافة خليفة كأس العالم للسيدات 1971 في عام 1972، مما أدى إلى إلغاء البطولة. بعد الانتقال الإسباني إلى الديمقراطية في أواخر السبعينيات، انتهى الحظر، وتم تشكيل المنتخب الوطني الإسباني لكرة القدم النسائية رسميًا في عام 1980.

### المملكة المتحدة

#### إنجلترا
خلال العقد الثاني من القرن العشرين، شهدت كرة القدم النسائية في المملكة المتحدة ازدهارًا كبيرًا في النمو والذي استمر إلى ما بعد نهاية الحرب العالمية الأولى وفي عقد العشرينات. خلال هذه الفترة، كانت مباريات النساء تجذب غالبًا الآلاف من المتفرجين، مع الفرق الكبرى، مثل فريق ديك، كير للسيدات، تجذب جمهورًا يصل لعشرات الآلاف. العديد من هذه المباريات كانت تُلعب لأغراض خيرية، وغالبًا ما يجمعون خلالها آلاف الجنيهات.
ومع ذلك، فإن الاتحاد الإنجليزي لكرة القدم كان ينظر إلى نمو ونجاح كرة القدم النسائية بعدم ثقة واعتبارها منافساً للأرباح الرجالية، خاصةً وأن الاتحاد كان قد أعلن عن توسيع كبير لدوري دوري كرة القدم الإنجليزية في عام 1920. بالإضافة إلى ذلك، كان الاتحاد الإنجليزي يملك سيطرة ضئيلة على مالية مباريات السيدات وكان معارضاً للمباريات الخيرية التي أُجريت دعماً للعمال الذين أخذوا إجراءات إضرابية، مثلما حدث أثناء إغلاق اتحاد المناجم البريطاني. ونتيجة لذلك، في 5 ديسمبر 1921، فرض الاتحاد الإنجليزي حظراً على كرة القدم النسائية، مؤكداً أن "لعبة كرة القدم غير مناسبة نهائياً للإناث وينبغي عدم تشجيعها" وزاعماً أن "نسبة مفرطة من الإيصالات تُستنزف في النفقات ونسبة غير كافية مخصصة للأغراض الخيرية." عندما حاولت فرق السيدات الاستمرار في تنظيم المباريات في ساحات غير مخصصة لكرة القدم، مثل ملاعب الكريكيت أو الرجبي، زاد الاتحاد الإنجليزي الضغط على المنظمات المسؤولة عن هذه الملاعب لمنع السيدات من الحصول على إذن. وقد أيدت العديد من الاتحادات الكروية الأخرى في أماكن أخرى من الإمبراطورية البريطانية، مثل اتحاد كوينزلاند لكرة القدم واتحاد دومينيون كندا لكرة القدم، الحظر الإنجليزي أيضًا.
تم تقييم الحظر في صحيفة برشلونة لا جورناندا ديبورتيفا في 1923، متسائلين عما إذا كان الاتحاد الإنجليزي يحاول أن يكون معاديًا للنساء أو فقط يريد أن تسود "التواضع البريطاني"، أو إذا كانوا بالفعل يجدون أن الرياضة متعبة وصعبة جدًا على النساء. وفقًا لصحيفة ستار في كرايستشرش في 1922، صرّح رئيس اتحاد كرة القدم في كانتربيري أن "الرجال في إنجلترا حاولوا منع السيدات من لعب كرة القدم للسبب البسيط أنه أثر على إيراداتهم."
في سنة 1952، رفض اتحاد دورهام كاونتي لكرة القدم طلب المعلمة جان تيزارد للجلوس في اختبار الحكام بسبب جنسها. في ديسمبر 1962، قدم نادي نسائي مستقل مقره في أكرينجتون طلبًا للاعتراف به من قبل الاتحاد الوطني لكرة القدم. رفض الاتحاد الوطني الطلب قائلاً: "قد يكون من الممكن بعد 41 سنة أن يكون لدى النساء فكرة أفضل عن كيفية التحكم في ماليه المباراة، لكنهن لم يغيرن شكلهن. كرة القدم ليست لعبة للفتيات."
في 1969، تم تشكيل اتحاد كرة القدم النسائي بممثلين عن أكثر من 40 نادٍ مستقل مختلف. في 1971، أعلن الاتحاد أن الحظر على كرة القدم النسائية سيتم رفعه. وسينضم رسميًا اتحاد كرة القدم النسائي إلى الاتحاد في 1983، وفي 1993، تولى الاتحاد المسؤولية المباشرة عن كرة القدم النسائية.

#### اسكتلندا
في عام 1902، قام الاتحاد الإسكتلندي لكرة القدم (SFA) بتطبيق قاعدة تقيد فرق الرجال من لعب مباريات خيرية ضد فرق النساء، مقتدين في ذلك بالاتحاد الإنجليزي، الذي أوصى فرقه بعدم المشاركة في مثل هذه المباريات. في عام 1921، اتبع الاتحاد الإسكتلندي الخطوة نفسها للاتحاد الإنجليزي مرة أخرى في تطبيق حظر شامل على كرة القدم النسائية.
في أواخر عام 1971، عندما اقترح الاتحاد الأوروبي لكرة القدم مطالبة جمعيات أعضائه بدمج كرة القدم النسائية رسميًا، كانت SFA الجمعية العضوة الوحيدة التي صوتت ضد الاقتراح.

#### ويلز
في مارس 1922، ونتيجة لشكاوى من التجمعات الدينية، قام اتحاد ويلز لكرة القدم أيضًا بتنفيذ حظر كامل. ومع ذلك، كان الحظر في البداية أقل شمولاً وأقل تطبيقا بشكل متسق من إنجلترا، حيث سمح جون كرايتون-ستيوارت، المركيز الرابع لبوت لفرقة ديك كير ليديز بإقامة مباراة خيرية ضد أولمبيك دي باري بعد ثلاثة أسابيع فقط من إعلان اتحاد ويلز لكرة القدم عن الحظر. جلبت المباراة، التي أقيمت في كارديف أرمز بارك، جمهورًا قوامه 15،000 وجمعت أموالًا لترميم كاتدرائية ريمس. في عام 1939، فرض اتحاد ويلز لكرة القدم نسخة أقوى من الحظر، معلنًا أن "أي مباراة كرة قدم تشارك فيها أي سيدة أو سيدات بأي شكل من الأشكال لن يسمح بلعبها على أي ملعب كرة قدم ضمن ولاية هذا الاتحاد. لا يُسمح للأندية أو المسؤولين أو اللاعبين أو الحكام بربط أنفسهم بأي شكل من الأشكال بمباريات كرة القدم النسائية." تم رفع الحظر في 29 مايو 1970.

### يوغوسلافيا
في عام 1939، أعلنت حكومة مملكة يوغوسلافيا أن النساء لن يُسمح لهن بتنظيم مسابقات كرة القدم، مشيرة إلى أن "كرة القدم، جنبًا إلى جنب مع الرياضات الميدانية الأخرى التي تتضمن تمرينًا ثقيلًا وعنيفًا لعضلات الجسم، يُحسب أنها تضر بصحة النساء بشكل خطير، وبالتالي لا يمكن السماح بها".

## التأثير
لقد أدى حظر كرة القدم النسائية إلى إعاقة نمو الرياضة بشدة، وفي بعض البلدان قد تسبب في إنهاء الرياضة تمامًا لعدة عقود، وإجبارها على البدء من الصفر في أواخر القرن العشرين. وقد صرح الكاتب دافيد جولدبلات أن الحظر أدى إلى تقليص كرة القدم النسائية "إلى ثقافة فرعية صغيرة وموصومة تعيش في المساحات الهامشية للحدائق العامة." وعلاوة على ذلك، حتى بعد رفع الحظر، كانت مستويات الاستثمار في الرياضة غالبًا ما تكون أقل بكثير مما كانت عليه قبل الحظر. حيث نمت الرياضة خلال عصرها الذهبي الأول لدرجة أن المباريات كانت تجذب جماهير مماثلة لمباريات الرجال، فقد أُشير إلى الحظر كعامل رئيسي في الفجوة في الشعبية بين الرياضة ونظيراتها الذكور. وقد نسب البعض أيضًا هيمنة الولايات المتحدة (حيث واجهت كرة القدم تحديات في مراحل مختلفة من تاريخها) على كأس العالم للسيدات والأولمبياد إلى الآثار طويلة الأمد لحظر من القوى التقليدية في كرة القدم بالمقارنة مع الدعم الجيد والاعتماد المبكر لبرامج النساء في الولايات المتحدة.
سايمون كوبر والاقتصادي ستيفان شيمنسكي، مؤلفا كتاب Soccernomics، قد جادلا أن حظر كرة القدم النسائية كان سيمثل اليوم انتهاكات لـ قانون المنافسة وأن الجمعيات التي فرضت الحظر يجب أن تُعاقب بأثر رجعي على الأضرار، مع استخدام الأموال للاستثمار في لعبة السيدات. وأضاف كوبر وشيمنسكي أن كرة القدم للسيدات لم تكن "مجرد سوق محتملة غير مستغلة، بل قطاع أعمال كان يبيع بانتظام عشرات الآلاف من تذاكر المباريات. هذه العائدات كانت ستنمو بالتأكيد مع مرور الوقت، كما فعلت إيرادات الرجال." الرقم القياسي للحضور لمباراة كرة قدم محلية للسيدات الذي سجله فريق ديك، كير ليديز وفريق سانت هيلين ليديز في ديسمبر 1920، بحضور 53،000 في غوديسون بارك و15،000 إضافية انتظار خارج الملعب، استمر حتى عام 2019، عندما شهدت مباراة في الدوري الدرجة الأولى بين أتلتيكو مدريد للسيدات ونادي برشلونة للسيدات في ملعب ميتروبوليتانو حضور 60،739.
بليندا سكارليت من متحف كرة القدم الإنجليزي قد صرّحت بأن الحظر "ساهم في استمرار الأسطورة بأن كرة القدم ليست لعبة النساء، وهو شيء لا تزال النساء تناضل من أجله اليوم"، مضيفة أن كرة القدم النسائية لا تزال تضطر للنضال "من أجل مساحة على الملاعب، والدعم المالي، والتغطية الإعلامية." أظهرت أبحاث ستيسي بوب من جامعة درم أن العديد من المواقف نفسها التي استخدمها الرجال لتبرير حظر كرة القدم النسائية في عشرينيات القرن الماضي لا تزال منتشرة حتى اليوم. ورقة عام 2020 من ليزا جينكل من جامعة خرونينغن أشارت إلى أن تغطية وسائل الإعلام للحظر على كرة القدم النسائية في عشرينيات القرن الماضي صورت الرياضة على أنها تهديد لـ"النظام الطبيعي والبيولوجي بين الجنسين" وعلى "توافق كرة القدم النسائية مع المعايير الجنسانية السائدة." كما وجدت جينكل أن في الخطاب المعاصر عن كرة القدم النسائية في وسائل التواصل الاجتماعي، "التحرش الجنسي للاعبات والمتفرجات، ورفض مباريات النساء بأنها ’غير قابلة للمشاهدة‘ أو إنكار أن اللعبة رياضة، ما زالت تبدو جزءاً من بعض العقول."